# Grikor Grikorian
Grikor Grikorian (ur. 4 lipca 1992 roku) – ormiański zapaśnik walczący w stylu wolnym. Siódmy na mistrzostwach świata w 2019. Zdobył srebrny medal na mistrzostwach Europy w 2014 oraz brązowy w 2017 roku. Zajął dwunaste miejsce na igrzyskach europejskich w 2015. Piąty na Uniwersjadzie w 2013, jako zawodnik Armenian State Institute of Physical Culture w Erywaniu. 
Drugi na ME U-23 w 2015. Brązowy medalista mistrzostw Europy juniorów z 2011 i 2014 roku.